# Senyal digital
El senyal digital és un tipus de senyal generat per alguna mena de fenomen electromagnètic, en el qual cada signe que codifica el contingut del senyal pot ser analitzat en termes d'algunes magnituds que representen valors discrets, en lloc de valors dins d'un cert rang. Per exemple, l'interruptor de la llum només pot prendre dos valors o estats: obert o tancat, o la mateixa làmpada: encesa o apagada. Això no significa que el senyal físicament sigui discret, ja que els camps electromagnètics solen ser continus, sinó que en general existeix una forma de discretitzar-la unívocament.
Els sistemes digitals, com per exemple l'ordinador, usen lògica de dos estats representats per dos nivells de tensió elèctrica, un d'alt, H i un altre de baix, L (de High i Low, respectivament, en anglès). Per abstracció, aquests estats se substitueixen per zeros i uns, cosa que facilita l'aplicació de la lògica i l'aritmètica binària. Si el nivell alt es representa per 1 i el baix per 0, hom parla de lògica positiva i en cas contrari de lògica negativa.
Un senyal digital és aquell que presenta una variació discontinua en el temps, i que només pot adquirir valors discrets. La seva forma característica és àmpliament reconeguda: el senyal bàsic és una ona quadrada (polsos) i la representació es realitza respecte al domini del temps.
Referit a un aparell o instrument de mesura, diem que és digital quan el resultat de la mesura es representa en un visualitzador mitjançant nombres (dígits) en lloc de fer-ho mitjançant la posició d'una agulla, o qualsevol altre indicador, en una escala.

## Els seus paràmetres són
- Altura dels polsos (nivell elèctric)
- Duració (amplitud dels polsos)
- Freqüència (nombre de polsos per segon)

Els senyals digitals no es produeixen a la naturalesa, sinó que són creats per l'home i tenen una tècnica particular de tractament, i el senyal bàsic és una ona quadrada, on la seva representació es realitza generalment en el domini del temps.
És un tipus de senyal generat per algun tipus de fenomen electromagnètic i on les seves magnituds (temps i amplitud) es representen mitjançant valors discrets en lloc de variables contínues. Per exemple, un interruptor, només pot prendre dos valors o estats: obert o tancat, (vegeu circuit de commutació).
Un senyal discret és una sèrie o seqüència ordenada (generalment en el temps) de quantitats. Cada valor en la seqüència s'anomena mostra.
A diferència d'un senyal continu, un senyal discret no és una funció d'argument continu, però pot haver estat obtingut mitjançant un procés de mostreig d'un senyal continu.

### Formes d'ona
En arquitectura d'ordinadors i altres sistemes digitals, una forma d'ona que canvia entre dos nivells de voltatge que representen els dos estats d'un valor booleà (0 i 1) es coneix com un senyal digital, tot i que és una forma d'ona de voltatge analògic, ja que s'interpreta en termes de només dos nivells.
El senyal del rellotge és un senyal digital especial que s'utilitza per sincronitzar els circuits digitals. La imatge que es mostra pot considerar la forma d'ona d'un senyal de rellotge. canvis en la lògica s'ha disparat, ja sigui pel flanc de pujada o el flanc de baixada.
El diagrama donat és un exemple de l'impuls de la pràctica i, per tant, hem introduït dos nous termes que són:
L'augment de vora: la transició d'un voltatge baix (nivell 1 en el diagrama) a un voltatge alt (nivell 2).
Flanc descendent: la transició d'un alt voltatge a un mínim d'un.
Encara que en un model molt simplificat i idealitzat d'un circuit digital que pot desitjar per a aquestes transicions que es produeixi de forma instantània, cap circuit del món real és purament resistiva i, per tant, cap circuit a l'instant pot canviar els nivells de tensió. Això significa que durant un breu període, la transició del finit de sortida no poden reflectir adequadament l'entrada i, de fet poden no correspondre a la tensió ja sigui una lògica d'alta o baixa.

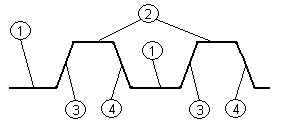
Senyal digital: 1) Nivell baix, 2) Nivell alt, 3) Flanc de pujada i 4) Flanc de baixada

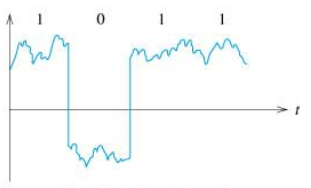
Senyal amb soroll

Els sistemes digitals, com per exemple l'ordinador, usen lògica de dos estats representats per dos nivells de tensió elèctrica, un alt, H i altre baix, L (de High i Low, respectivament, en anglès). Per abstracció, aquests estats se substituïxen per zeros i uns, el que facilita l'aplicació de la lògica i l'aritmètica binària. Si el nivell alt es representa per 1 i el baix per 0, es parla de lògica positiva i en cas contrari de lògica negativa.
Cal esmentar que, a més dels nivells, en un senyal digital hi ha les transicions d'alt a baix i de baix a alt nivell, denominades flanc de pujada i de baixada respectivament.
Malgrat tot, encara que en els exemples senyalats anteriorment sempre s'associa el terme digital amb els dispositius binaris, no significa que digital i binari hagin de ser termes intercanviables. Per exemple, si ens fixem en el codi Morse, podem veure que s'utilitzen cinc estats digitals (enviats per telègraf elèctric), que són els següents:
punt, ratlla, espai curt (entre lletres), espai mig (entre paraules) i espai llarg (entre frases)
Per altra banda, el procés de digitalització d'un senyal analògic consisteix precisament a agafar mostres del senyal a una determinada freqüència (freqüència de mostreig), de manera que tenim mostres d'aquest senyal cada cert temps. A més, aquests valors d'amplitud també es quantifiquen i només poden agafar una sèrie de valors discrets. Escollir una bona freqüència de mostreig és important, una freqüència incorrecta invalidaria tot el procés.
Per tal que la informació digitalitzada es pugui recuperar correctament, cal complir el criteri de Nyquist, que diu que la freqüència de mostreig ha de ser major al doble de la freqüència del senyal analògic inicial. Com més alta sigui la freqüència de mostreig més fidel serà el senyal digital al senyal analògic, però en general també implica un augment en el cost.
Els nivells d'amplitud que pot agafar el senyal mostrejat ve determinat pel nombre de bits amb què es quantifica el senyal. Per exemple, en el cas del CD, es quantifica cada mostra amb 8 bits, de manera que cada mostra pot tenir 28-1 = 254 nivells possibles. El fet que només pugui tenir valors discrets d'amplitud, implica un error de quantificació que, com a màxim, serà la meitat del pas de quantificació (marge dinàmic / nombre de nivells).
Actualment, s'està mirant de transformar la majoria de les tecnologies analògiques a digitals, ja que s'ha vist que és més fàcil de tractar i transportar la informació. L'exemple més modern és el de la TDT (Televisió Digital Terrestre).

## Avantatges del senyal digital respecte de l'analògic
- Major velocitat a l'hora de transmetre la informació.
- Cost menor (en general).
- Menys afectada per les interferències, ja que se'n pot eliminar el soroll.
- Més facilitat de tractament.
- Major facilitat d'emmagatzematge.
- Re-utilització de les dades.
- Bona quantificació.
- Binari(només podem tenir un 0 o un 1).
- Sistemes de correcció i detecció d'errors en la recepció.
- Permet reproducció infinita sense perjudicar la qualitat. Aquest avantatge només és aplicable als formats de disc òptic, la cinta magnètica digital, encara que en menor mesura que l'analògica (que només suporta com a molt 4 o 5 generacions), també va perdent informació amb la multi-generació.
- Major flexibilitat
- Enviament a llargues distàncies
- Major seguretat mitjançant sistemes de codificació i encriptació de la informació
- El senyal digital és més resistent al soroll i menys sensible que l'analògic a les interferències.
- Amb la pèrdua de certa quantitat d'informació, el senyal digital pot ser reconstruït gràcies als sistemes de regeneració que també són utilitzats per amplificar el senyal sense distorsió.
- Qualsevol operació és fàcilment realitzable a través de qualsevol software d'edició o processament de senyals

## Inconvenients del senyal digital
- Cal una conversió analògica-digital prèvia i una de-codificació posterior.
- Per a la transmissió cal una sincronització precisa entre els temps de rellotge del transmissor i els del receptor. Un simple desfasament canvia el senyal que s'ha rebut respecte del que s'havia transmès.
- Pèrdua de qualitat en el mostreig
- Requereix major amplada de banda que un senyal analògic per transmetre la mateixa informació
- Pel que fa a l'instrumental analògic de vídeo i so, les màquines digitals han perdut molta qualitat.

## Camps en què el digital ha guanyat a l'analògic
- Fotografia: Les càmeres digitals han acabat amb les analògiques per les seves gran avantatges d'emmagatzemament i compressió
- Televisió: A partir del 2010 la televisió digital ha acabat amb la televisió analògica
- Gravació de vídeo: igual que la fotografia avantatges en el camp de la compressió i la gran capacitat d'emmagatzemament digital.
- Àudio: el format digital MP3 entre d'altres ha desbancat als vinils inicials i cintes de casset.

## Sistemes que utilitzen mètodes digitals i analògics
Hi ha sistemes que utilitzen mètodes digitals i analògics, un d'ells és el reproductor de disc compacte (CD).
La música en forma digital s'emmagatzema en el CD. Un sistema òptic de díodes làser llegeix les dades digitals del disc quan aquest gira i els transfereix al convertidor digital-analògic (DAC).
El DAC transforma les dades digitals en un senyal analògic que és la reproducció elèctrica de la música original. Aquest senyal s'amplifica i s'envia a l'altaveu. Quan la música es va gravar al CD es va utilitzar un procés que, essencialment, era l'invers al descrit, i que utilitza un convertidor analògic a digital (ADC, analog-to-digital converter).

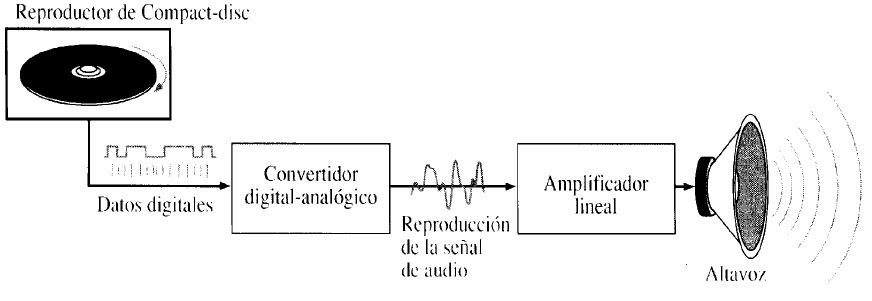
Sistema Analògic digital.

## Exemples de senyals analògics que ara han esdevingut digitals
- Gravacions de vídeo i àudio.
- Fotografies.
- Carburadors dels automòbils.
- Semàfors.
- El sistema telefònic.

## Tipus de senyals digitals
En funció de la seva polaritat podem distingir tres tipus de senyals digitals:
- Senyal unipolar - Un senyal és unipolar quan el valor que representa un determinat dígit binari, sigui aquest 1 o 0, pren sempre la mateixa polaritat, positiva o negativa, mentre que l'altre pren el valor 0.
- Senyal polar - Un senyal és polar quan els valors que representen els dígits binaris 1 i 0, s'originen com a freqüència de la commutació de la línia entre un valor de tensió positiu i un valor negatiu. D'aquesta manera un valor binari qualsevol tindrà sempre una determinada polaritat mentre que l'altre presentarà polaritat inversa, per tant, el senyal mai prendrà el valor 0.
- Senyal bipolar - Es diu que un senyal és bipolar quan un dígit binari (1 o 0) pren valors alternats, mentre que l'altre sempre adopta el valor 0.